# Ophioparva blochi
Ophioparva blochi är en ormstjärneart som beskrevs av Guille 1982. Ophioparva blochi ingår i släktet Ophioparva och familjen knotterormstjärnor. Inga underarter finns listade i Catalogue of Life.